# 安全標準
安全標準（英語：Safety standards）是為了產品、服務或製程安全而設立的標準。可能是諮詢性的或是法規強制性的，一般會由諮詢單位或是法規認證單位執行。
如香港的建築物需依照香港法例第572章的建築物消防安全法例進行，即為安全標準的一種。各國會針對不同產品，會有不同的標準，例如玩具及嬰幼兒用品的安全標準就會比其他產品要嚴格，而各國的標準也不完全相同，而世界各國也在調整其法規，使各國的法規一致。

## 方案
- 加拿大消费品安全法案（英语：Canada Consumer Product Safety Act）